# Timothy Thatcher
Timothy Thatcher, pseudonimo di Timothy Moura (Sacramento, 2 giugno 1983), è un wrestler statunitense sotto contratto con la Pro Wrestling Noah e la All Elite Wrestling.
In carriera ha combattuto nella WWE per quasi due anni e in numerose federazioni indipendenti come la Evolve e la Pro Wrestling Guerrilla. Il suo regno con l'Evolve Championship, durato 596 giorni (dal 10 luglio 2015 al 25 febbraio 2017), è il più lungo nella storia del titolo.

## Carriera

### Circuito indipendente (2005–2020)
Moura debuttò nel wrestling professionistico nel settembre del 2005 nella Supreme Pro Wrestling in un match perso contro Drake Smith. Con i ring name Tim Moura e Timothy Thatcher, apparve in alcune promotions tra cui appunto la Supreme Pro Wrestling, la All Pro Wrestling, la Pro Wrestling Bushido, la Championship Wrestling di Hollywood e la Pro Wrestling Guerrilla tra le altre. Thatcher  ha lavorato anche nella Insane Championship Wrestling e la Source Wrestling, nella Preston City Wrestling, nella Progress Wrestling, nella Southside Wrestling Entertainment e nella Westside Xtreme Wrestling.
Thatcher debuttò nel 2013 durante il torneo Ambition 4 della Westside Xtreme Wrestling, in un quarto di finale perso contro Heddi Karaoui. La sera dopo partecipò anche all'evento Back to The Roots XII  perdendo contro Axel Dieter Jr. In seguito, Thatcher conquistò una volta il wXw Unified World Wrestling Championship e una volta il wXw World Tag Team Championship con Walter.
Thatcher fece il suo debutto nella Evolve a Evolve 31 in un Round Robin Challenge, perdendo contro Drew Gulak. A Evolve 45, Thatcher divenne un doppio campione, vincendo sia l'Open the Freedom Gate Championship che l'Evolve Championship. Thatcher divenne il detentore della cintura con il regno più longevo nella storia del titolo fino a quando non lo perse contro Zack Sabre Jr. il 25 febbraio 2017 a Evolve 79, terminando il suo regno di 596 giorni. Prima dell'approdo in WWE ha fatto tempo anche a vincere titoli in Italia, dove è stato Campione della Rising Sun Wrestling Promotion, restando tale per oltre un anno.

### WWE (2020–2022)

#### NXT(2020–2022)
Il 2 febbraio 2020 Moura firmò con la WWE, venendo mandato al Performance Center per allenarsi. Nella puntata di NXT del 15 aprile Thatcher fece coppia con Matt Riddle per sostituire l'indisponibile Pete Dunne nella difesa dell'NXT Tag Team Championship (detenuto appunto da Riddle e Dunne) contro l'Undisputed Era (Bobby Fish e Roderick Strong), riuscendoci con successo. Venne dunque annunciato che Thatcher avrebbe sostituito l'indisponibile Dunne (a causa di problemi di viaggio di quest'ultimo dovuti alla pandemia di COVID-19), non venendo tuttavia riconosciuto come campione dalla stessa WWE. Nella puntata di NXT del 13 maggio Riddle e Thatcher persero i titoli contro l'Imperium (Fabian Aichner e Marcel Barthel) dopo 87 giorni di regno; Thatcher, durante l'incontro, abbandonò Riddle dopo essere stato per errore colpito da questi. Nella puntata di NXT del 27 maggio Thatcher sconfisse poi Riddle in un Fight Pit match arbitrato da Kurt Angle. Il 1º luglio, nella puntata speciale NXT The Great American Bash, Thatcher sconfisse Oney Lorcan. Nella puntata di NXT del 29 luglio Thatcher partecipò ad un Triple Threat match di qualificazione ad un Ladder match per il vacante NXT North American Championship che includeva anche Dexter Lumis e Finn Bálor ma il match venne vinto da Lumis. Il 22 agosto, a NXT TakeOver: XXX, Thatcher venne sconfitto da Finn Bálor. Nella puntata speciale NXT Super Tuesday del 1º settembre Thatcher sconfisse Bronson Reed. Nella puntata di NXT del 16 agosto Thatcher affrontò Damian Priest per l'NXT North American Championship ma venne sconfitto. Nella puntata di NXT del 23 settembre Thatcher partecipò ad un Gauntlet match per determinare il contendente nº1 all'NXT Championship ma venne eliminato da Kyle O'Reilly. Il 6 dicembre, a NXT TakeOver: WarGames, Thatcher venne sconfitto da Tommaso Ciampa. Nella puntata di NXT del 20 gennaio 2021 Thatcher sconfisse poi Ciampa in un Fight Pit match. Nella puntata di 205 Live del 22 gennaio Thatcher e Ciampa si allearono inaspettatamente e sconfissero Ariya Daivari e Tony Nese negli ottavi di finale del Dusty Rhodes Tag Team Classic. Nella puntata di NXT del 3 febbraio Thatcher e Ciampa sconfissero l'Undisputed Era (Adam Cole e Roderick Strong) nei quarti di finale del torneo. Nella puntata di NXT del 10 febbraio Thatcher e Ciampa vennero poi sconfitti dai Grizzled Young Veterans nelle semifinali del torneo. Nella puntata speciale NXT The Great American Bash del 6 luglio Thatcher e Ciampa affrontarono gli MSK per l'NXT Tag Team Championship ma vennero sconfitti. In seguito, Thatcher s'infortunò al ginocchio, dovendo restare fuori dalle scene per un periodo imprecisato.
Il 5 gennaio 2022 Thatcher venne licenziato dalla WWE.

### All Elite Wrestling (2023–presente)
Fece il suo debutto in AEW nella puntata di Dynamite del 2 febbraio venendo sconfitto da Bryan Danielson.

## Personaggio

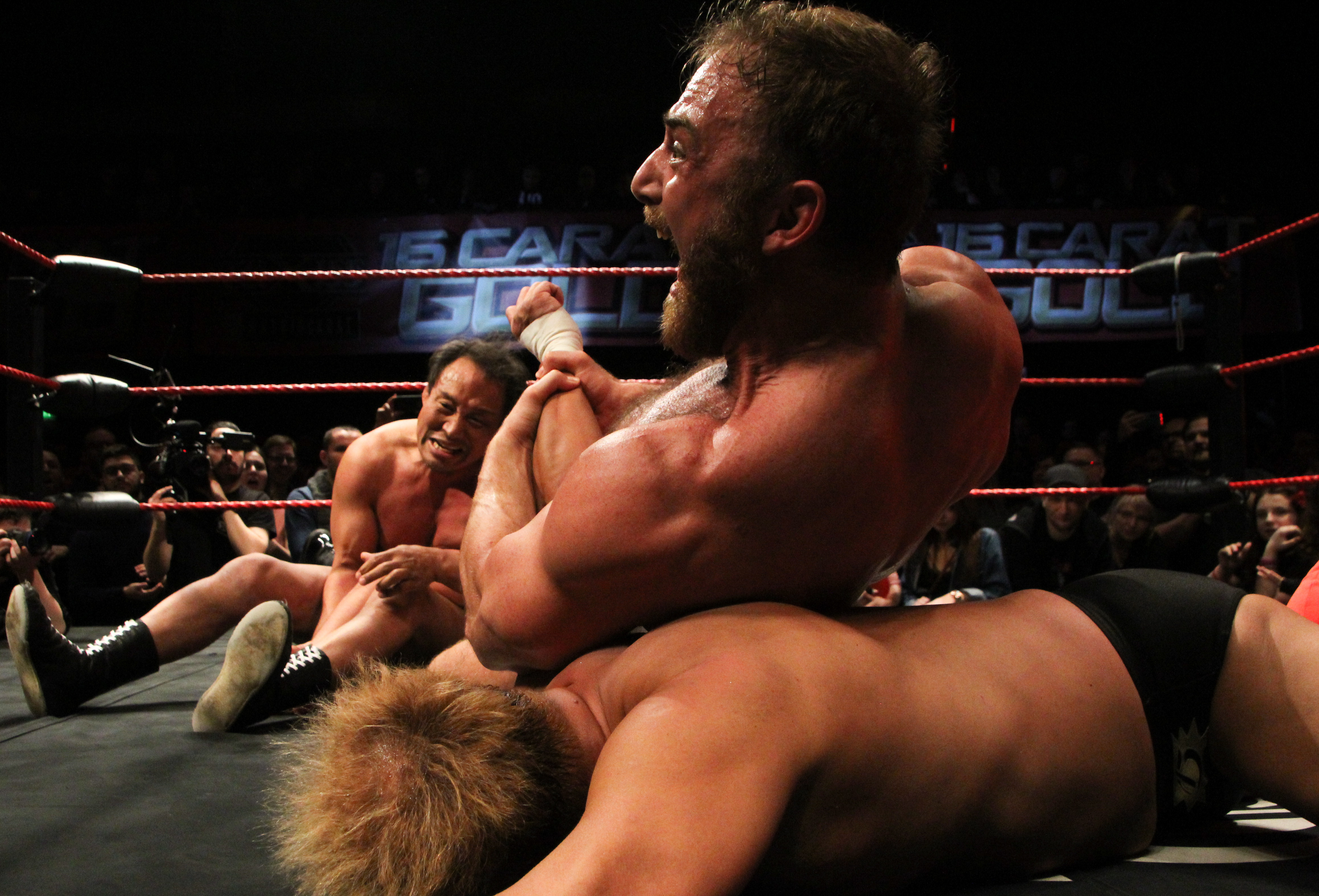
Timothy Thatcher mentre applica la Fujiwara armbar su Daisuke Ikeda

### Mosse finali
- Cross armbar
- Fujiwara armbar

### Soprannomi
- "British Messiah"
- "Professor of Pain"
- "Toothless Timmy"

### Musiche d'ingresso
- Orgasmatron dei Motörhead
- Sinfonia n. 9 in mi minore di Antonín Dvořák
- Gritter degli ASCAP (WWE; 2020–2021)
- Thunder dei def rebel (WWE; 2021–2022)

## Titoli e riconoscimenti
- All Pro Wrestling

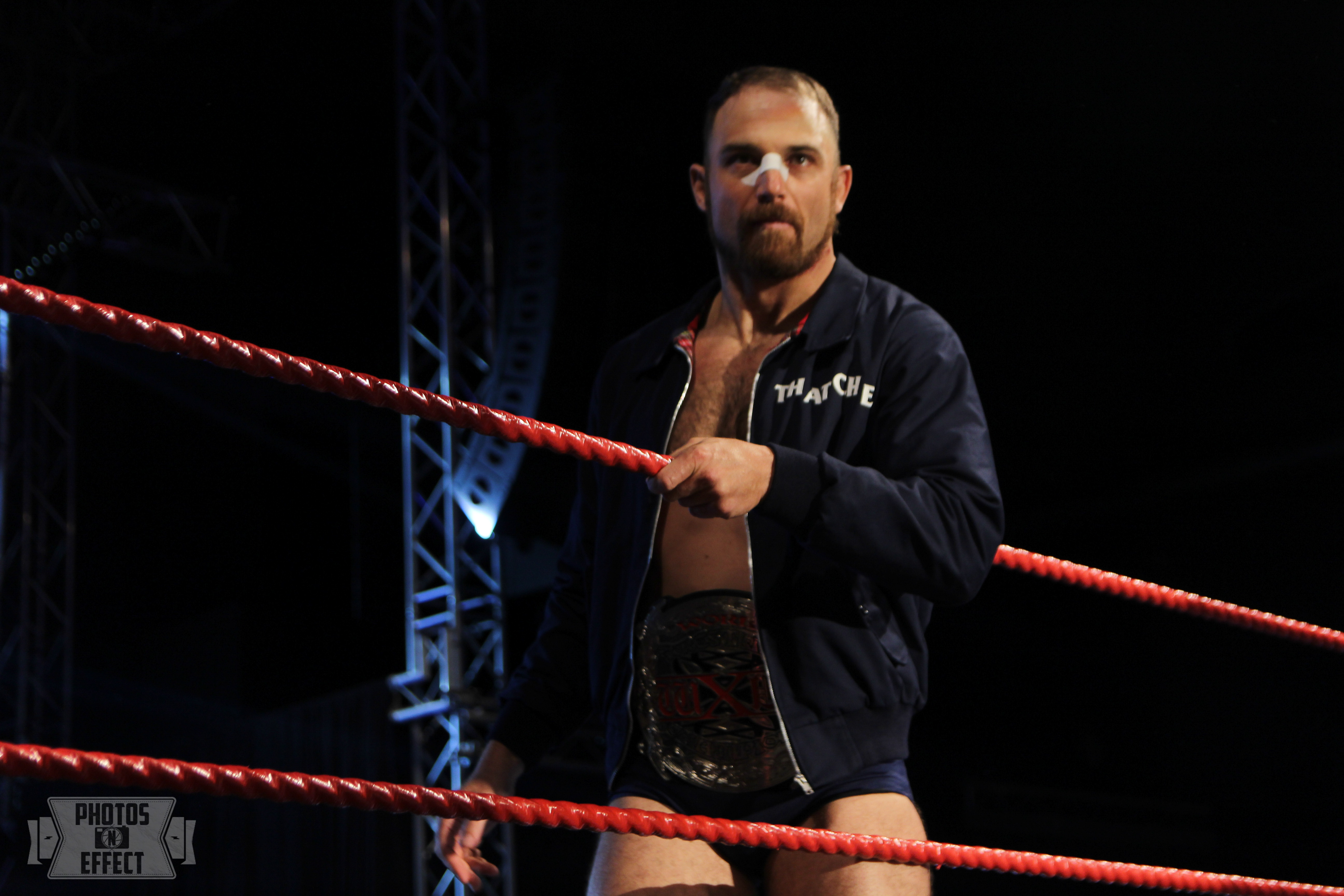
Timothy Thatcher con l'wXw Unified World Wrestling Championship, titolo che ha detenuto una volta

  - APW Universal Heavyweight Championship (2)
  - APW Worldwide Internet Championship (2)
- Championship Wrestling from Hollywood
  - CWFH Heritage Tag Team Championship (1) – con Drew Gulak
- Dragon Gate
  - Open the Freedom Gate Championship (1)
- Dramatic Dream Team
  - Ironman Heavymetalweight Championship (1)
- Evolve Wrestling
  - Evolve Championship (1)
- Pacific Northwest Wrestling
  - Pacific Northwest Light Heavyweight Championship (1)
- Pro Wrestling Bushido
  - PWB Heavyweight Championship (1)
- Pro Wrestling Illustrated
  - 71° tra i 500 migliori wrestler singoli secondo PWI 500 (2016)
- Pro Wrestling Noah
  - GHC Tag Team Championship (1) – con Hideki Suzuki
- Rising Sun Wrestling
  - God of Sun Championship (1)
- Supreme Pro Wrestling
  - SPW Heavyweight Championship (1)
  - SPW Extreme Championship (1)
  - SPW Tag Team Championship (1) – con Drake Frost
- United Wrestling Network
  - UWN Tag Team Championship (1) – con Drew Gulak
- Westside Xtreme Wrestling
  - wXw Unified World Wrestling Championship (1)
  - wXw World Tag Team Championship (1) – con Walter
- Wrestling Cares Association
  - WCA Golden State Tag Team Championship (1) – con Oliver John